# Grammy Award al miglior album vocale solista classico
Il Grammy Award al miglior album vocale solista classico (Grammy Award for Best Classical Solo Vocal Album) è una delle categorie dei Grammy Award previste per la musica classica. Il premio è stato assegnato la prima volta durante la prima edizione della cerimonia nel 1959.
Prima del 2015, era assegnato come Grammy Award alla miglior interpretazione vocale classica o Grammy Award alla miglior interpretazione vocale classica solista.

## Storia del premio
Al premio è stato cambiato diverse volte il nome:
- 1959-1960: Best Classical Performance - Vocal Soloist (with or without orchestra)
- 1961: Best Classical Performance - Vocal Soloist
- 1962-1964: Best Vocal Soloist Performance (with or without orchestra)
- 1965: Best Vocal Soloist Performance (with or without orchestra)
- 1966: Best Classical Vocal Soloist Performance
- 1967: Best Classical Vocal Soloist Performance (with or without orchestra)
- 1968: Best Classical Vocal Soloist Performance
- 1969: Best Vocal Soloist Performance
- 1970: Best Vocal Soloist Performance, Classical
- 1971-1990: Best Classical Vocal Soloist Performance
- 1991: Best Classical Vocal Performance
- 1992: Best Classical Vocal Soloist
- 1993-2011: Best Classical Vocal Performance
- 2012-2014: Best Classical Vocal Solo
- 2015- ad oggi: Best Classical Solo Vocal Album

Fino al 2015 compreso, il Grammy è stato assegnato a uno o più solisti vocali. Non erano ammessi al premio musicisti accompagnatori, orchestre e/o direttori.
Dal 2015 il premio è assegnato solo agli album; negli anni precedenti anche i singoli brani erano idonei per il premio.
Dal 2016 sono stati inclusi anche gli "artistai collaborativi" (come accompagnatori solisti, direttori d'orchestra o gruppi da camera). L'accompagnamento di grandi orchestre o di più strumentisti, tuttavia, rimane inammissibile. Anche il produttore (i) e l'ingegnere (i) di oltre il 50% del tempo di riproduzione della registrazione ricevono un premio.

## Vincitori e candidati

### Miglior interpretazione vocale classica (1959-2014)

#### Anni 1950
- 1959[1][2]

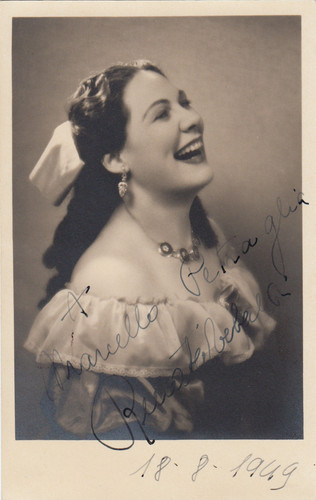
Renata Tebaldi, soprano italiano, è stata la prima vincitrice del premio

  - Renata Tebaldi - Operatic Recital
  - Maria Callas - Cherubini: Medea
  - Salli Terri - Duets for Spanish Guitar
  - Eileen Farrell - Eileen Farrell as Medea
  - Eileen Farrell - Wagner: Prelude and Liebestod (Tristan and Isolde); Brünnhilde's Immolation (Götterdämmerung)

#### Anni 1960
- 1960

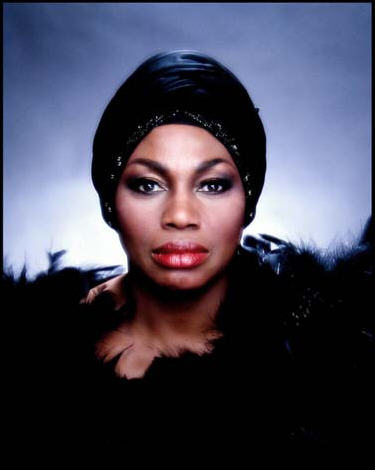
Leontyne Price, soprano statunitense, ha vinto in questa categoria 13 volte

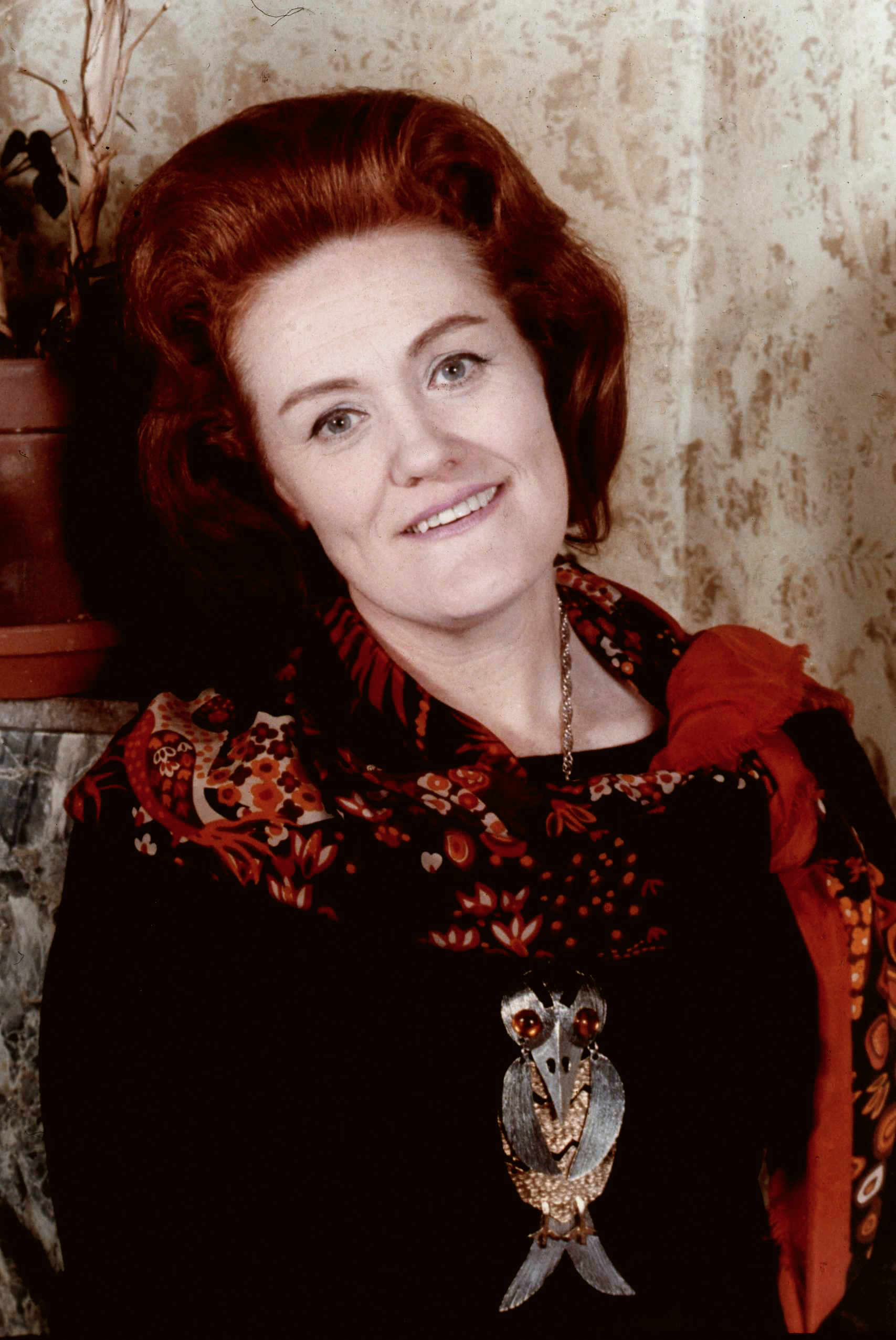
Joan Sutherland, soprano australiano, ha vinto in questa categoria 2 volte

  - Jussi Björling - Bjoerling in Opera
  - Jaime Laredo - Presenting Jaime Laredo
  - Leonard Pennario - Pennario Plays
  - Nathan Milstein - Four Italian Sonatas
  - Laurindo Almeida - Danzas
  - Glenn Gould - Berg: Sonata For Piano, Op.1; Krenek: Sonata # 3, Op. 92 # 4; Schoenberg Three Piano Pieces, Op. 11
- 1961
  - Leontyne Price - A Program of Song - Leontyne Price Recital
  - Eileen Farrell - Arias in Great Tradition
  - Peter Pears - Britten: Nocturne
  - Salli Terri - Conversations with the Guitar
  - Joan Sutherland - Handel: Arias
- 1962
  - Joan Sutherland - The Art of the Prima Donna
  - Bach Aria Group Orchestra - Bach: Cantasas Nos. 58 and 202
  - Leontyne Price e la Rome Opera House Orchestra - Operatic Arias
  - Victoria de los Ángeles - The Fabulous Victoria de los Angeles
  - Conant, Russo, Orenstein - Trimble: Four Fragments from The Canterbury Tales
- 1963
  - Eileen Farrell - Götterdämmerung - Brünnhilde's Immolation Scene/Wesendonck Songs
  - Adele Addison - Foss: Time Cycle
  - Birgit Nilsson - R. Strauss: Salome
  - Dietrich Fischer-Dieskau - Schubert: Die Schone Mullerin
  - Victoria de los Ángeles - Spanish Songs of the 20th Century
- 1964
  - Leontyne Price - Great Scenes From Gershwin's Porgy and Bess
  - Anna Moffo - A Verdi Collaboration
  - Netania Davrath - Canteloube: Songs of the Auvergne, Vol. 2
  - Joan Sutherland - Command Performance
  - Maureen Forrester - 'Mahler: Des Knaben Wunderhorn
- 1965
  - Leontyne Price - Berlioz: Nuits d'Ete (Song Cycle)/Falla: El Amor Brujo
  - Régine Crespin - Berlioz: Nuits d' Ete
  - Peter Pears - Britten: Serenade for Tenor, Horn and Strings
  - Maria Callas - Callas Sings Verdi
  - Dietrich Fischer-Dieskau - Schubert: Die Winterreise
  - Joan Sutherland - The Age of Bel Canto: Operatic Scenes
  - Boris Christoff - Tsars and Kings (Opera Arias)
- 1966
  - Leontyne Price - Strauss: Salome (Dance of the Seven Veils, Interlude, Final Scene)/The Egyptian Helen (Awakening Scene)
  - Anna Moffo - Canteloube: Songs of the Auvergne; Rachmaninov: Vocalise; Villa-Lobos: Bachianas Brasileiras No. 5
  - Shirley Verrett - Falla: Seven Popular Spanish Songs
  - Mirella Freni - Mirella Freni, Operatic Arias
  - Galina Pavlovna Višnevskaja - Mussorgsky: Songs
- 1967
  - Leontyne Price - Prima Donna (Works of Barber, Purcell, etc.)
  - Judith Raskin - 'Mahler: Symphony No. 4 in G Major
  - Janet Baker - Mahler: The Youth's Magic Horn (Das Knaben Wunderhorn)
  - Montserrat Caballé - Presenting Montserrat Caballe (Bellini and Donizetti arias)
  - Dietrich Fischer-Dieskau - Schumann: Dichterliebe
- 1968
  - Leontyne Price - Prima Donna, Volume 2
  - Elisabeth Schwarzkopf - An Elisabeth Schwarzkopf Songbook
  - Dietrich Fischer-Dieskau - Beethoven: Songs
  - Adele Addison - Copland: 12 Poems of Emily Dickinson
  - Fritz Wunderlich - Schubert: Die Schone Mullerin
  - Peter Pears - Schubert: Die Winterreise
- 1969
  - Montserrat Caballé - Rossini: Rarities
  - Janet Baker - Mahler: Kindertotenlieder and Songs of a Wayfarer
  - Dietrich Fischer-Dieskau - Schumann: Songs
  - Victoria de los Ángeles - Songs of Andalucia
  - Gérard Souzay - Songs of Poulenc
  - Shirley Verrett - Verrett in Opera

#### Anni 1970
- 1970

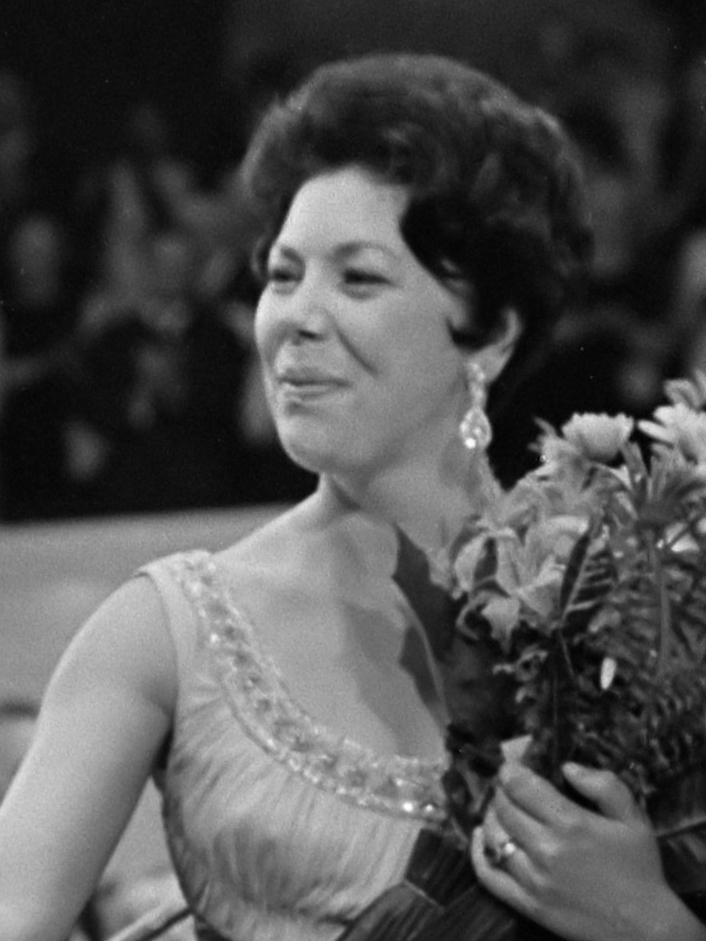
Janet Baker, mezzosoprano britannico, ha vinto 2 volte in questa categoria: nel 1976 e nel 1978

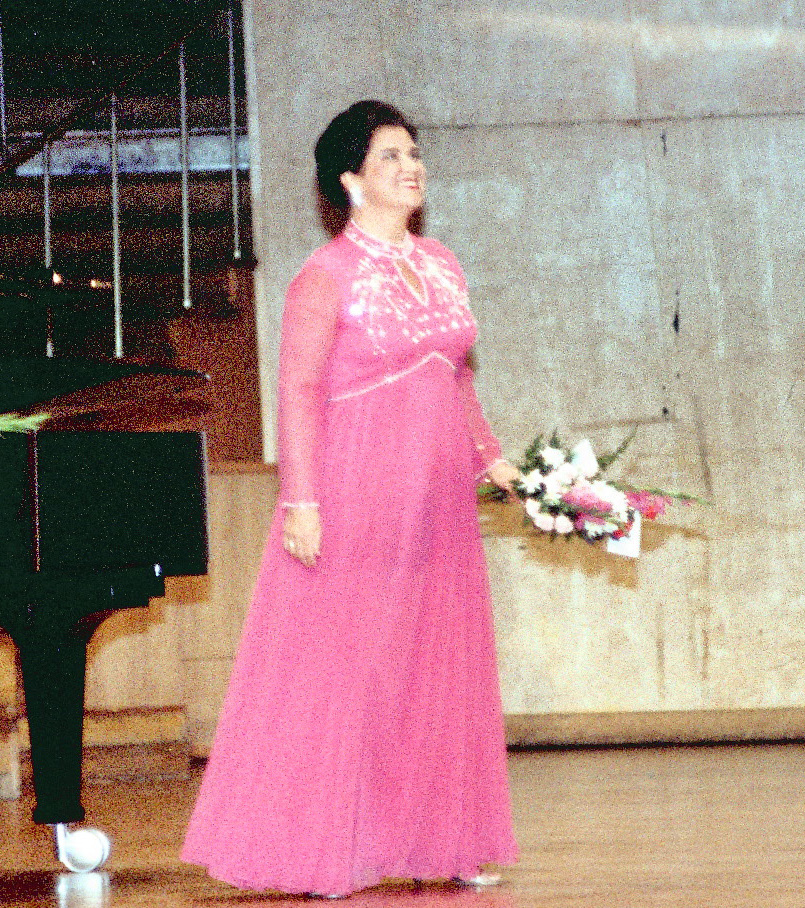
Elly Ameling, soprano olandese, ha ricevuto 10 candidature in questa categoria

  - Leontyne Price - Barber: Two Scenes From "Antony and Cleopatra"/Knoxville, Summer of 1915
  - Christa Ludwig e Walter Berry - A Most Unusual Song Recital (Beethoven, Rossini, Brahms, Reger, R. Strauss)
  - Marilyn Horne - Bach and Handel Arias (Excerpts From Magnificat, Christmas Oratorio, St. Matthew Passion, Messiah, Rodelina)
  - Halina Lukomska - Berg: Altenberg Lieder
  - Sherrill Milnes - Brahms: 4 Serious Songs
  - Peter Pears e Dietrich Fischer-Dieskau - Britten: Holy Sonnets of Donne; Songs and Proverbs of Blake
  - Elisabeth Schwarzkopf e Dietrich Fischer-Dieskau - Mahler: Des Knaben Wunderhorn
  - Dietrich Fischer-Dieskau - Richard Strauss: Early Songs
  - Beverly Sills - Scenes And Arias from French Opera
- 1971
  - Dietrich Fischer-Dieskau - Schubert: Lieder
  - Leontyne Price - Prima Donna, Vol. 3
  - Janet Baker - Death of Cleopatra final scenes, Berlioz: Les Troyens
  - Christa Ludwig e Walter Berry - Mahler: Des Knaben Wunderhorn
  - Marilyn Horne - Mahler: Kindertotenlieder; Wagner: Wesendonck Lieder
- 1972
  - Leontyne Price - Leontyne Price Sings Robert Schumann
  - Janet Baker e Dietrich Fischer-Dieskau - An Evening of Duets
  - Cathy Berberian - Berio: Epifanie
  - Dietrich Fischer-Dieskau - Haydn and Mozart Arias
  - Evelyn Lear e Thomas Stewart - Ives: American Scenes/American Poets
- 1973
  - Dietrich Fischer-Dieskau - Brahms: Die Schone Magelone
  - Leontyne Price - 5 Great Operatic Scenes (Verdi: La Traviata, Don Carlo; Tchaikovsky: Onegin; Strauss: Ariadne, etc.)
  - Janet Baker - Elgar: Sea Pictures
  - Jan DeGaetani - Songs by Stephen Foster
  - Anna Moffo - Songs of Debussy
  - Birgit Nilsson - Wagner: Wesendonck Lieder
- 1974
  - Leontyne Price - Puccini: Heroines
  - Heather Harper - Berg: 7 Early Songs
  - Cathy Berberian - Berio: Recital 1 (For Cathy)
  - Plácido Domingo - La Voce d'Oro
  - Yvonne Minton e René Kollo - Mahler: Das Lied von der Erde
- 1975
  - Leontyne Price - Leontyne Price Sings Richard Strauss
  - Sherrill Milnes - Amazing Grace (Agnus Dei, Bless the Lord, O My Soul, etc.)
  - Martina Arroyo - There's a Meeting Here Tonight
  - Elly Ameling - Schubert: Goethe-Lieder
  - Marilyn Horne - French and Spanish Songs
  - Julius Eastman - Davies: 8 Songs for a Mad King
  - Jan DeGaetani - Crumb: Night of the Four Moons
- 1976
  - Janet Baker - Mahler: Kindertotenlieder
  - Joan Morris - After the Ball (A Treasury of Turn-of-the-Century Popular Songs)
  - Victoria de los Ángeles - Canteloube: Songs of the Auvergne, Album 2
  - Cleo Laine - Cleo Laine Sings Pierrot Lunaire and Songs by Ives
  - Elly Ameling - Schumann: Frauenliebe und Leben
  - Elisabeth Schwarzkopf - Schumann: Frauenliebe und Leben, Op. 42
- 1977
  - Beverly Sills - Herbert: Music of Victor Herbert
  - Janet Baker e James King - Mahler: Das Lied von der Erde
  - Carlo Bergonzi - Carlo Bergonzi Sings Verdi
  - Jan DeGaetani - Ives: Songs
  - Dietrich Fischer-Dieskau - Wolfe: Morike Lieder
  - Marni Nixon - 9 Early Songs; The Cabaret Songs of Arnold Schoenberg
  - Margaret Price - Mozart: Arias (La Clemenza di Tito, Die Entfuhrung aus dem Serail, Nozze di Figaro etc)
  - Barbra Streisand - Classical Barbra
- 1978[3]
  - Janet Baker - Bach: Arias
  - Elly Ameling - Schubert on Stage
  - Dietrich Fischer-Dieskau - Ives: Songs
  - Donald Gramm - But Yesterday Is Not Today (songs by Barber, Bowles, Copland, Chanler, etc.)
  - Luciano Pavarotti - O Holy Night (O Holy Night, Sanctus, Ave Maria, etc)
  - Elisabeth Söderström - Rachmaninov: Songs, Vol. 2
  - Gérard Souzay - Faure: Songs
  - Galina Pavlovna Višnevskaja - Shostakovich: Symphony No. 14
  - Frederica von Stade - Rossini/Mozart: Opera Arias
- 1979[3]
  - Luciano Pavarotti - Luciano Pavarotti - Hits From Lincoln Center
  - Teresa Berganza - Favorite Zarzuela Arias
  - Maria Callas - The Legend: The Unreleased Recordings
  - Dietrich Fischer-Dieskau - Wagner: Arias
  - Marilyn Horne - Ravel: Sheherazade
  - Christa Ludwig - Brahms: Spring Rhapsody
  - Galina Pavlovna Višnevskaja - Mussorgsky: Songs and Dances of Death

#### Anni 1980
- 1980[3]

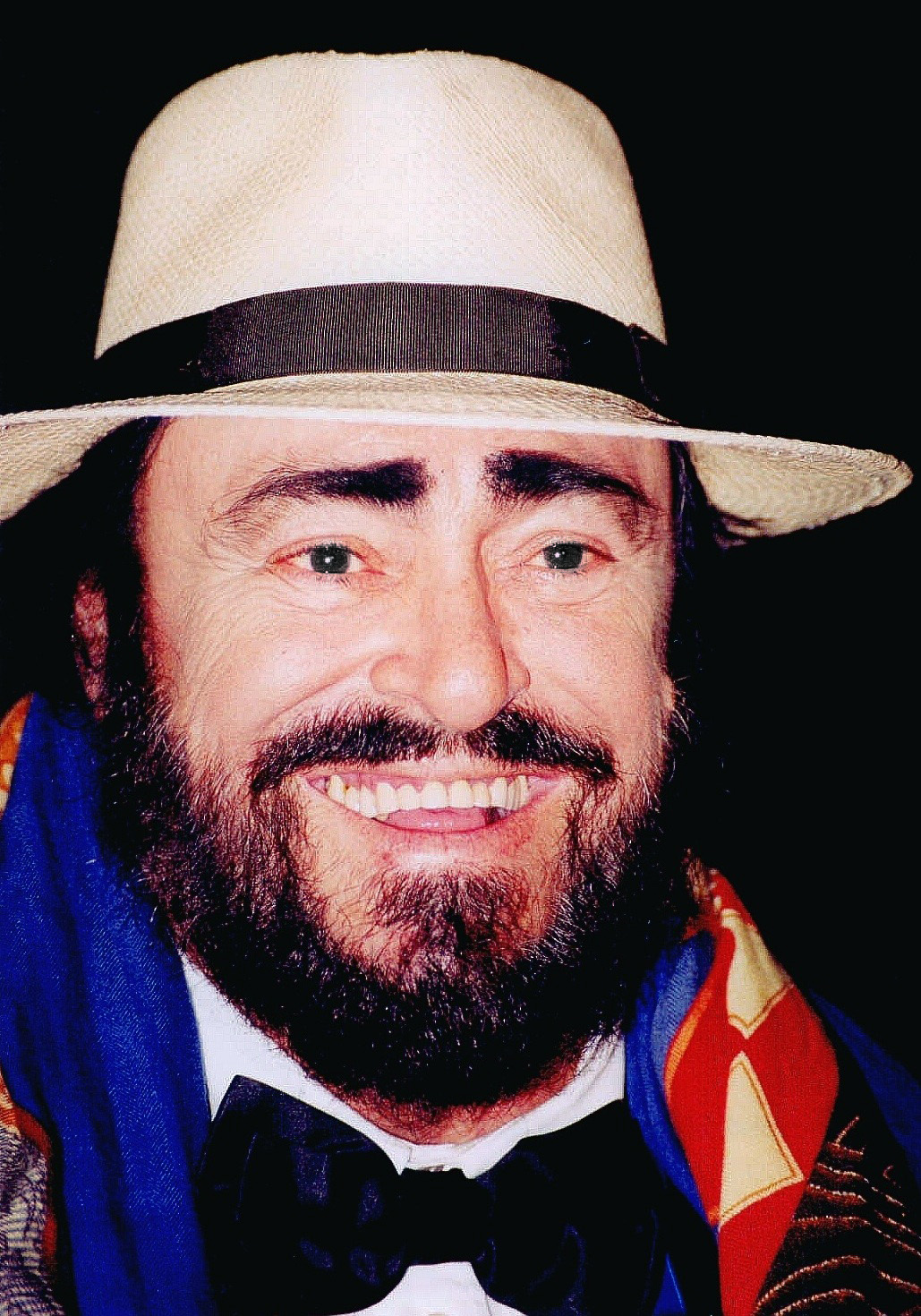
Il tenore italiano Luciano Pavarotti ha vinto 5 premi in questa categoria

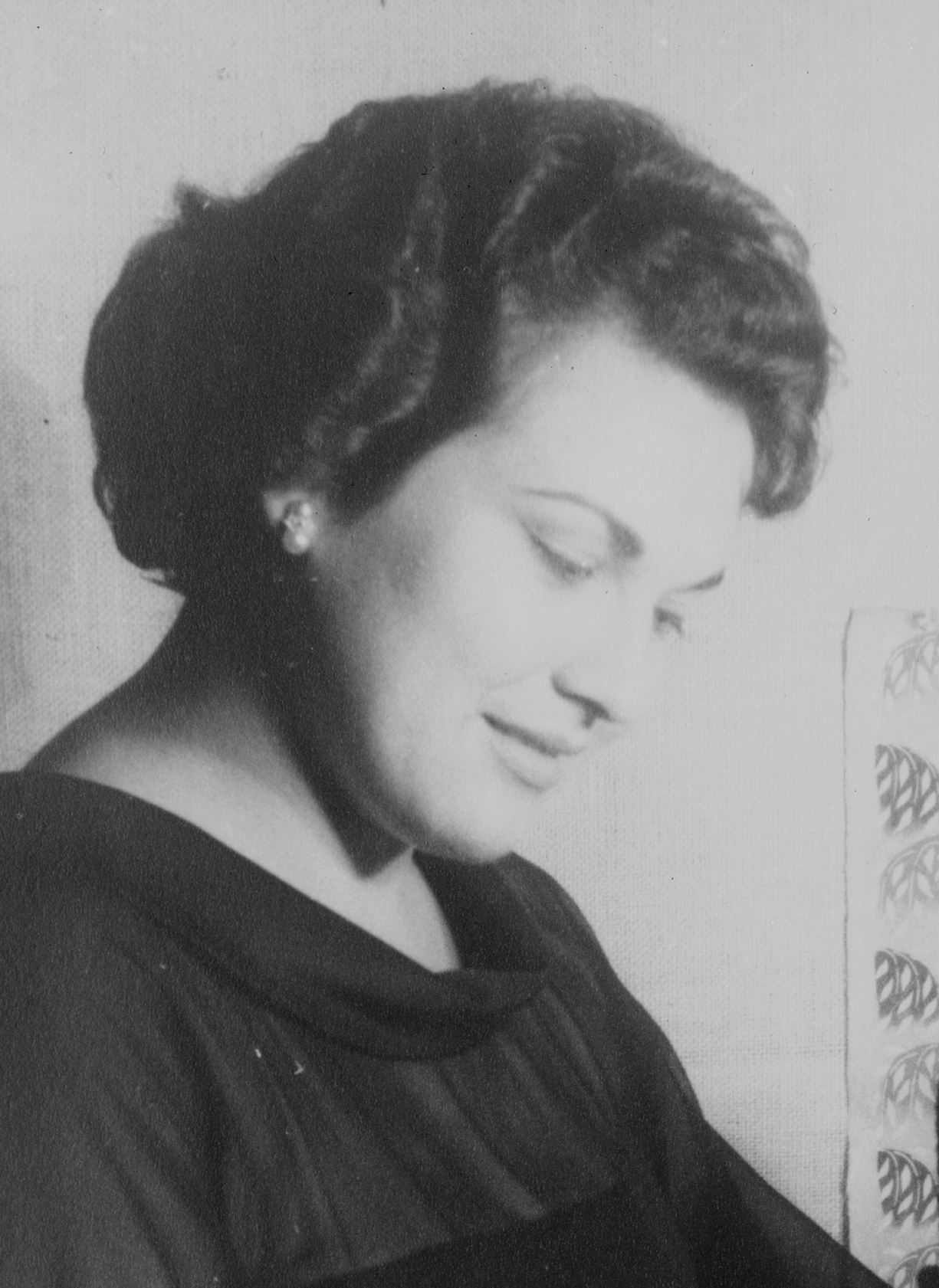
Marilyn Horne, mezzosoprano statunitense, ha vinto in questa categoria 2 volte

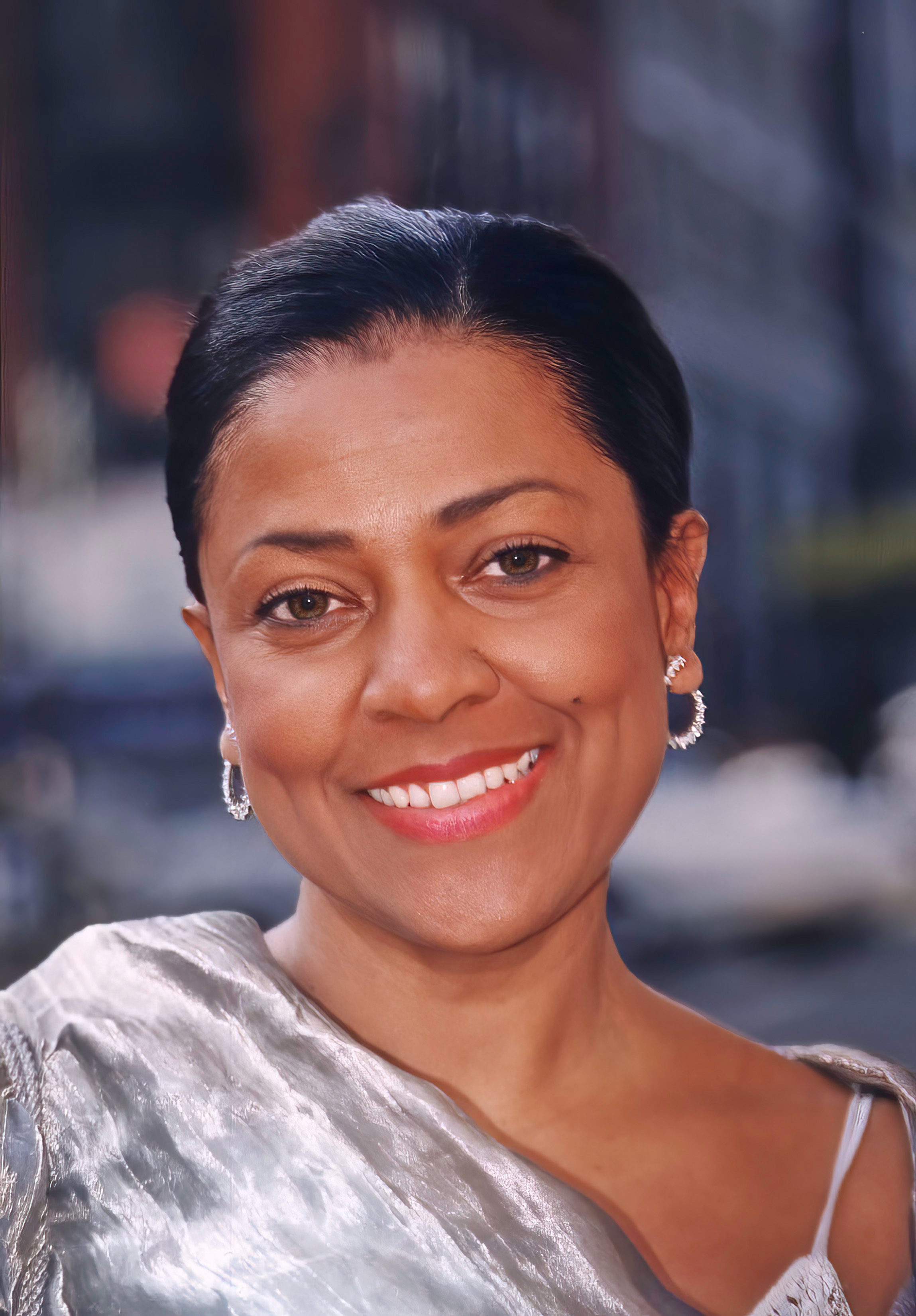
Kathleen Battle, soprano statunitense, ha vinto 3 premi in questa categoria

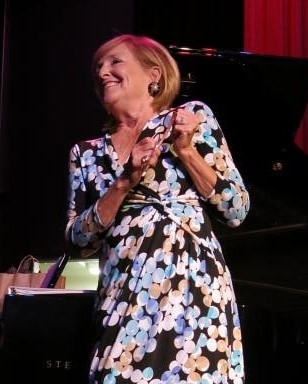
Frederica von Stade, mezzosoprano statunitense, è stata candidata 9 volte in questa categoria

  - Luciano Pavarotti - O Sole Mio - Favorite Neapolitan Songs
  - Elly Ameling - Mozart: Lieder
  - Jan DeGaetani - Ravel: Chansons Madecasses
  - Victoria de los Ángeles - Victoria de los Angeles in Concert
  - Dietrich Fischer-Dieskau - Schubert: Lieder
  - Yevgeny Nesterenko - Mussorgsky: Songs
  - Leontyne Price - Lieder by Schubert and Richard Strauss
  - Frederica von Stade - Frederica von Stade Song Recital
- 1981
  - Leontyne Price - Prima Donna, Vol. 5 - Great Soprano Arias From Handel to Britten
  - Elly Ameling - Mozart: Songs
  - Judith Blegen - Berg: Lulu Suite
  - Jessye Norman - Berg: Der Wein, Concert Aria
  - Kiri Te Kanawa - R. Strauss: 4 Last Songs and Orchestral Songs
  - Frederica von Stade - Mahler: Songs of a Wayfarer and Ruckert Songs
- 1982[3]
  - Marilyn Horne, Luciano Pavarotti e Joan Sutherland - Live From Lincoln Center - Sutherland/Horne/Pavarotti
  - Elly Ameling - Think on Me
  - Barbara Hendricks - Del Tredici: Final Alice
  - Teresa Stratas - The Unknown Kurt Weill
  - Frederica von Stade - Ravel: Sheherazade
- 1983
  - Leontyne Price - Verdi: Arias (Leontyne Price Sings Verdi)
  - Elly Ameling - Faure: La Bonne Chanson; Debussy: Chansons de Bilitis and Ariettes Oubliees
  - Jessye Norman - Berlioz: La Mort de Cleopatre
  - Kiri Te Kanawa - Mozart: Concert Arias (Andromeda, Il Burbero di Buon Core, Artaserse, Idomeneo, Cerere Placata)
  - Frederica von Stade - Frederica von Stade Live!
- 1984
  - Marilyn Horne e Leontyne Price - Leontyne Price & Marilyn Horne in Concert at the Met
  - Dietrich Fischer-Dieskau - The Brahms Edition: Lieder
  - Jessye Norman - The Brahms Edition: Lieder
  - Kiri Te Kanawa - Mozart Opera Arias
  - Frederica von Stade - Faure: 18 Songs
- 1985
  - Heather Harper, Jessye Norman e José van Dam - Ravel: Songs of Maurice Ravel
  - Janet Baker - Mahler's Songs of Youth
  - Kathleen Battle ed Håkan Hagegård - Brahms: A German Requiem
  - Jessye Norman - Mahler: Symphony No. 2 in C Minor (Resurrection)
  - Kiri Te Kanawa - Mahler: Symphony No. 4 in G Major, 4th Movement
- 1986
  - John Aler - Berlioz: Requiem
  - Elly Ameling - Belioz: Les Nuits d'Ete
  - Plácido Domingo e Pilar Lorengar - Zarzuela Arias and Duets
  - Marilyn Horne - Marilyn Horne Sings (Offenbach, Cherubini, Saint-Saëns, etc.)
  - Kiri Te Kanawa - Canteloube: Chants 'Auvergne, Vol. 2; Villa-Lobos: Bachianas Brasileiras No. 5
  - Frederica von Stade - Berlioz: Les Nuits d'été e Debussy: La Damoiselle élue
- 1987[3]
  - Kathleen Battle - Kathleen Battle Sings Mozart
  - Marilyn Horne - Beautiful Dreamer: The Great American Song Book
  - Luciano Pavarotti - Passione Pavarotti (Favorite Neapolitan Love Songs)
  - Teresa Stratas - Stratas Sings Weill
  - Frederica von Stade - Canteloube: Chants d'Auvergne Vol. II/Triptyque
- 1988
  - Kathleen Battle - Kathleen Battle - Salzburg Recital
  - Elly Ameling - Soiree Francaise (Debussy, Faure, Poulenc, Franck, Canteloube, Roussel, Chausson, Messiaen, etc.)
  - Arleen Auger - Villa-Lobos: Bachianas Brasileiras No. 5 for Soprano and Orchestra of Violoncellos
  - Marni Nixon - Copland: 8 Poems of Emily Dickinson
  - Jessye Norman - R. Strauss: Lieder (Including Malven)
- 1989[3]
  - Luciano Pavarotti - Luciano Pavarotti in Concert
  - Arleen Auger - Love Songs (Copland, R. Strauss, Poulenc, Mahler, Schumann, Gounod, Schubert)
  - Jan DeGaetani - Songs of America
  - Christa Ludwig - Schubert: Winterreise
  - Jessye Norman - Handel, Schubert, Schumann: Lieder (Jessye Norman - Live at Hohenems)

#### Anni 1990
- 1990
  - Dawn Upshaw - Knoxville - Summer of 1915 (Music of Barber, Menotti, Harbison, Stravinsky)
  - Kathleen Battle - Schubert: Lieder
  - Kathleen Battle e Plácido Domingo - Live in Tokyo 1988
  - Plácido Domingo - Puccini: The Unknown Puccini
  - William Sharp - William Sharp
- 1991[3]
  - José Carreras, Plácido Domingo e Luciano Pavarotti - Carreras, Domingo, Pavarotti in Concert
  - Elly Ameling - Schubert: The Complete Songs, Vol. 7
  - Jan DeGaetani - Berlioz: Les Nuits d Ete, Op. 7; Mahler: 5 Wunderhorn Songs and 5 Ruckert Songs
  - Thomas Hampson - Songs from Des Knaben Wunderhorn (Mahler, Brahms, Schumann, Loewe, Strauss, Zemlinsky, von Weber)
  - Sanford Sylvan - Adams: The Wound-Dresser
- 1992
  - Dawn Upshaw - The Girl With Orange Lips (Falla, Ravel, etc.)
  - Jan DeGaetani - Jan DeGaetani in Concert, Vol. 2 (Brahms, Schumann, etc.)
  - Thomas Hampson - Mahler: Songs of a Wayfarer; 5 Ruckert Lieder
  - Samuel Ramey - Copland: Old American Songs; Ives: Songs
  - Cheryl Studer - Mozart: Arias
  - Sanford Sylvan - Beloved That Pilgrimage: Songs of Copland, Barber, Chanler
- 1993
  - Kathleen Battle e Margo Garrett - Kathleen Battle at Carnegie Hall (Handel, Mozart, Liszt, Strauss, etc.)
  - Arleen Auger - Wolf: Songs to the Poetry of Goethe and Morike
  - Cecilia Bartoli - Cecilia Bartoli: Rossini Heroines
  - Thomas Hampson - Delius: Sea Drift
  - Marilyn Horne - Marilyn Horne: Rossini Recital
- 1994
  - Arleen Auger - The Art of Arleen Auger (Works of Larsen, Purcell, Schumann, Mozart)
  - Gabriela Beňačková - Dvořák, Janáček, Martinu: Lieder
  - Christa Ludwig - Farewell to Salzburg (Works of Brahms, Mahler, Schumann, Strauss)
  - Sylvia McNair - Exsultate Jubilate (Works of Handel, Mozart)
  - Anne Sofie von Otter - Grieg: Lieder
- 1995
  - Cecilia Bartoli - The Impatient Lover - Italian Songs by Beethoven, Schubert, Mozart
  - Dmitrij Chvorostovskij - Songs and Dances of Death (Works of Mussorgsky, Rimsky-Korsakoff, Borodin, etc.)
  - Peter Schreier - Mendelssohn: Lieder (Der Mond; Reiselied, etc.)
  - Bryn Terfel - An Die Musik - Favorite Schubert Songs (Die Forelle; An Die Leier, etc.)
  - Anne Sofie von Otter - Love's Twilight - Late Romantic Songs by Berg, Korngold, R. Strauss
- 1996
  - Sylvia McNair - The Echoing Air - The Music of Henry Purcell
  - Roberto Alagna - Roberto Alagna - Operatic Arias (Works of Donizetti, Massenet, etc.)
  - Wolfgang Holzmair - Schumann: Dichterliebe; Liederkreis, Op. 24; Heine Lieder
  - Sergei Leiferkus - Mussorgsky Songs (Songs and Dances of Death, The Nursery, etc)
  - Bryn Terfel - The Vagabond (Songs by Vaughan Williams, Butterworth, etc.)
- 1997
  - Bryn Terfel - Opera Arias - Works of Mozart, Wagner, Borodin
  - Renée Fleming - Visions of Love - A Collection of Mozart Arias
  - Lorraine Hunt - Phaedra from Britten: The Rescue of Penelope; Phaedra
  - Jennifer Larmore - Where Shall I Fly - Handel & Mozart Arias
  - Sanford Sylvan - Faure: L'Horizon Chimerique
  - Anne Sofie von Otter - Wings in the Night - Swedish Songs
- 1998
  - Cecilia Bartoli - An Italian Songbook (Works of Bellini, Donizetti, Rossini)
  - Omar Ebrahim, Rosemary Hardy, Phyllis Bryn-Julson e Rose Taylor - Ligeti: Vocal Works
  - Renée Fleming - Signatures - Great Opera Scenes
  - Vesselina Kasarova - Mozart: Arias
  - Anne Sofie von Otter - La Bonne Chanson - Faure Chamber Songs
- 1999
  - Renée Fleming - The Beautiful Voice (Works of Charpentier, Gounod etc.)
  - Matthias Goerne - Schumann: Dichterliebe, Op. 48; Liederkreis, Op. 24
  - Håkan Hagegård - Hagegard Sings Brahms, Sibelius, Stenhammar
  - Jennifer Larmore - Amore Per Rossini
  - Bryn Terfel - Handel Arias

#### Anni 2000
- 2000

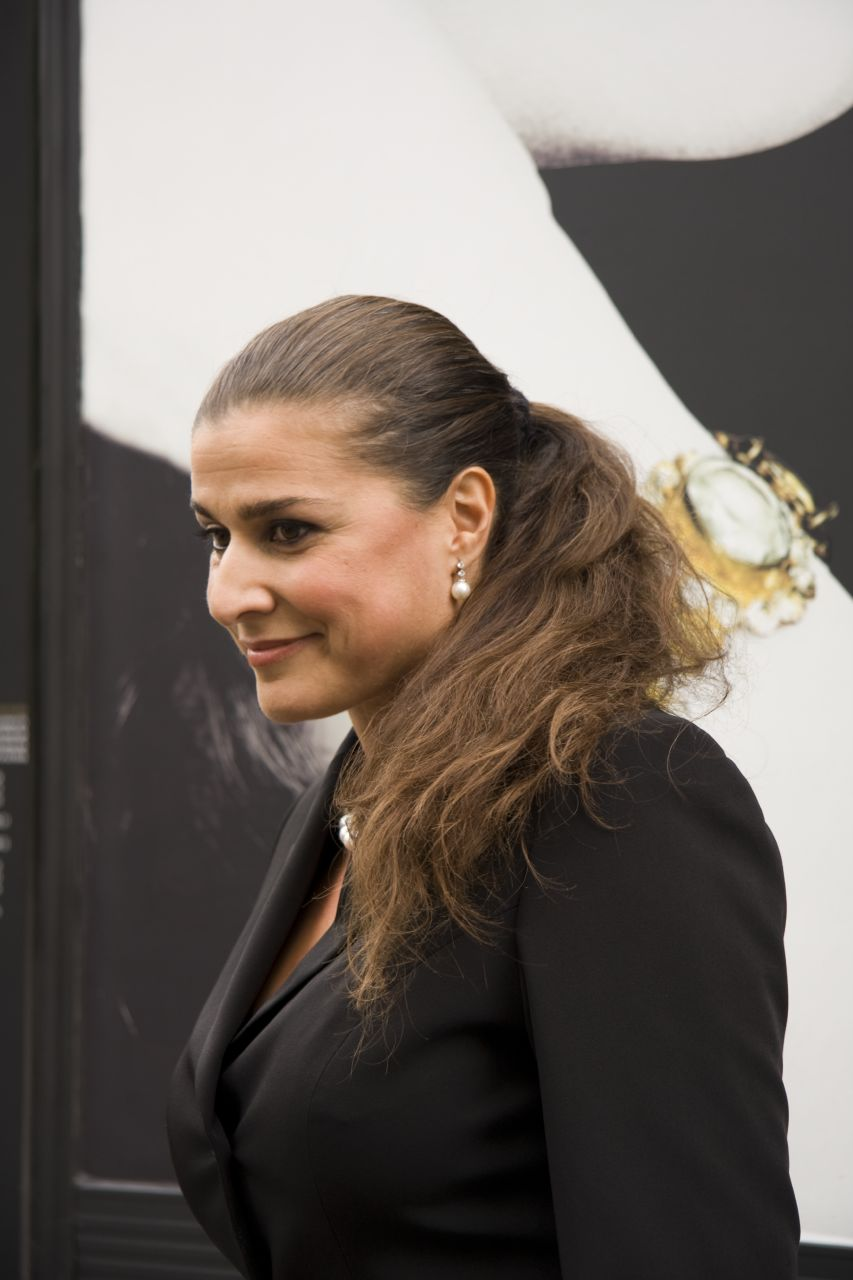
Cecilia Bartoli, mezzosoprano italiano, ha vinto 5 premi in questa categoria

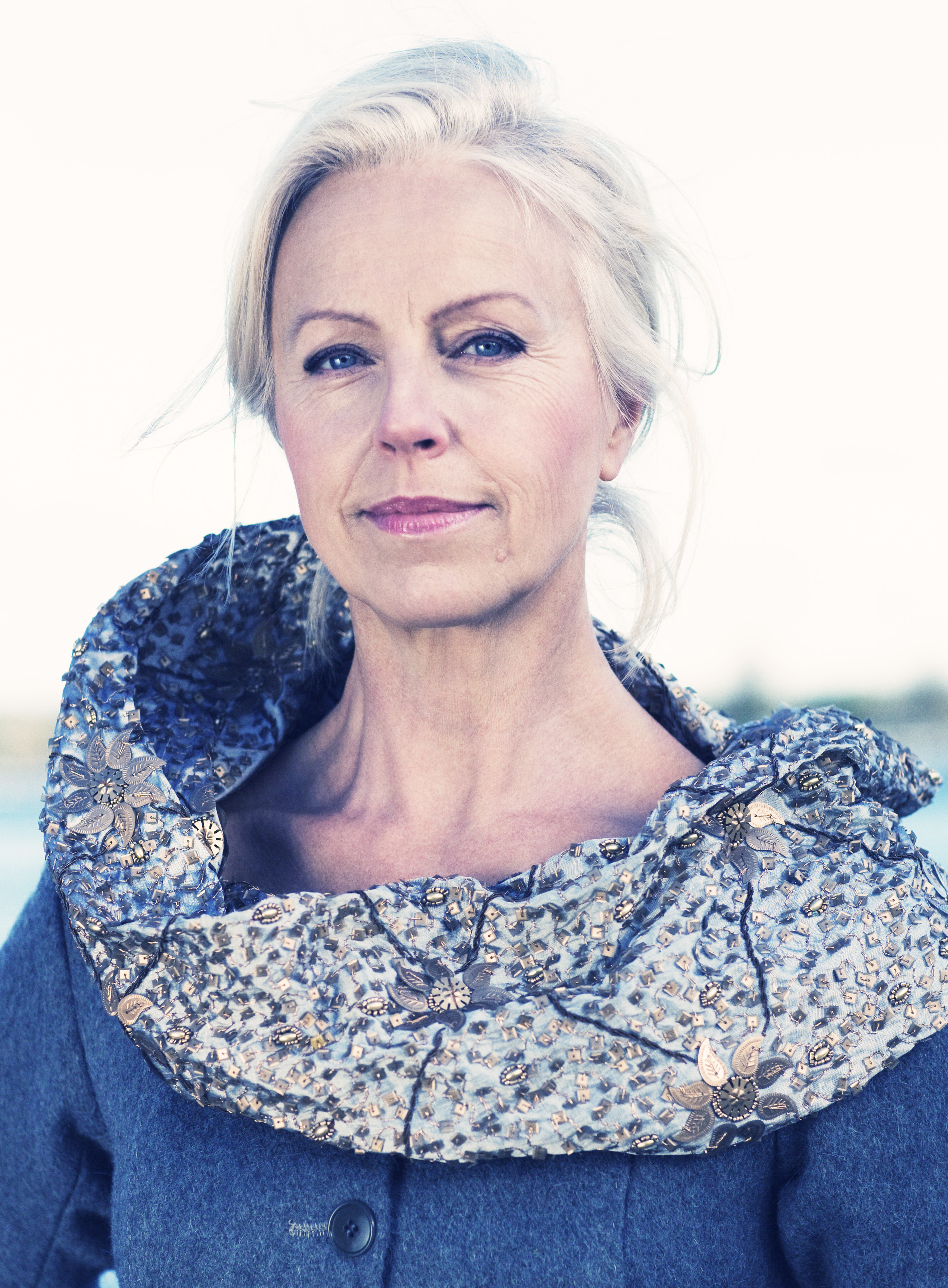
Anne Sofie von Otter, mezzosoprano svedese, ha vinto 3 volte in questa categoria

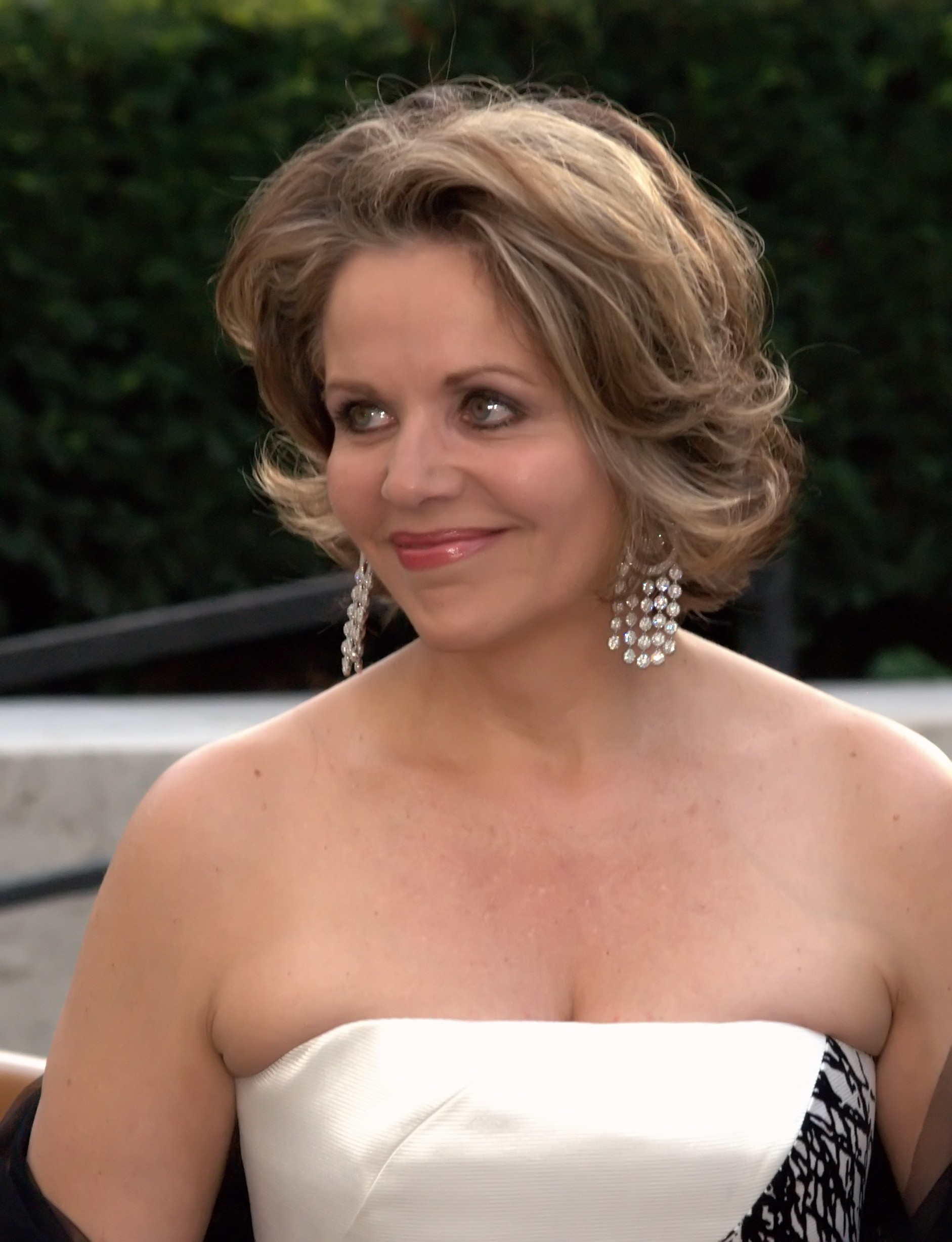
Renée Fleming, soprano statunitense, ha vinto 4 premi in questa categoria

  - Anne Sofie von Otter e Thomas Quasthoff - Mahler: Des Knaben Wunderhorn
  - David Daniels - Handel: Operatic Arias
  - Matthias Goerne - Eisler: The Hollywood Songbook
  - Ben Heppner - German Romantic Opera
  - Thomas Quasthoff - Schubert: Winterreise
- 2001[4]
  - Cecilia Bartoli (artista), Jonathan Stokes (ingegnere), Christopher Raeburn (produttore) - The Vivaldi Album (Dell'aura al sussurrar; Alma oppressa, etc.)
  - María Bayo - Handel: Opera Arias & Cantatas
  - Matthias Goerne - Bach: Cantatas BWV 82, 158 & 56
  - Thomas Quasthoff - Brahms/Liszt: Lieder
  - Anne Sofie von Otter - Folksongs
- 2002[4]
  - Cecilia Bartoli (artista), Jonathan Stokes (ingegnere), Christopher Raeburn (produttore) - Dreams & Fables - Gluck Italian Arias (Tremo Gra' Fubbi Miei; Die Questa Cetra In Seno, etc.)
  - Barbara Bonney - Fairest Isle (Dowland, Campion, Morley, Etc.)
  - Ian Bostridge - Henze: Six Songs From The Arabian; Three Auden Songs
  - Thomas Quasthoff - Schubert: Schwanengesang/Brahms: Vier Ernste Gesänge
  - Anne Sofie von Otter - Beethoven/Meyerbeer/Spohr: Lieder - Mélodies
- 2003
  - Renée Fleming (artista), Jonathan Stokes, Neil Hutchinson e Tom Lazarus (ingegneri), Erik Smith (produttore) - Bel Canto (Bellini, Donizetti, Rossini, etc.)
  - Vivica Genaux - Arias for Farinelli (Porpora, Hasse, Broschi, Etc.)
  - Susan Narucki - Carter: Tempo E Tempi
  - Christine Schäfer - Boulez: Pli Selon Pli
  - Anne Sofie von Otter - Chaminade: Melodies - Mots D'Amour
- 2004
  - Thomas Quasthoff ed Anne Sofie von Otter (solisti), Jürgen Bulgrin ed Oliver Rogalla Von Heyden (ingegneri), Christopher Alder (produttore) - Schubert: Lieder with Orchestra
  - Barbara Bonney - Im Chambre Separee - The Operetta Album
  - Ian Bostridge, David Daniels e Christopher Maltman - Britten: The Canticles
  - Montserrat Caballé - Songs of the Spanish Renaissance, Vol. 1
  - Frederica von Stade - Argento: Casa Guidi
- 2005
  - Susan Graham - Ives: Songs (The Things Our Fathers Loved; the Housatonic at Stockbridge, etc.)
  - Angela Maria Blasi e Stella Doufexis - Marx: Orchestral Songs (Songs for High & Middle Voice; Verklartes Jahr)
  - Lorraine Hunt Lieberson - Handel: Arias (Theodora; La Lucrezia-Cantata; Serse)
  - Karita Mattila - Grieg and Sibelius Songs
  - Thomas Quasthoff - A Romantic Songbook (Strauss, Schumann, Schubert, Mendelssohn, etc)
- 2006[4]
  - Thomas Quasthoff (solista), Jürgen Bulgrin e Rainer Maillard (ingegneri), Christopher Alder (produttore) - Bach: Cantatas
  - Cecilia Bartoli - Opera Proibita
  - Natalie Dessay - Strauss: Amor
  - Carole Farley - Bolcom: Songs
  - Rolando Villazón - Gounod -- Massenet: Arias
- 2007
  - Lorraine Hunt Lieberson - Rilke Songs
  - Ian Bostridge - Britten: Song Cycles
  - Bernarda Fink and Marcos Fink - Canciones Argentinas
  - Patrick Mason - Songs of Amy Beach
  - Thomas Quasthoff - Consider, My Soul
- 2008
  - Lorraine Hunt Lieberson (solista), John Newton e Mark Donahue (ingegneri), Dirk Sobotka (produttore) - Lorraine Hunt Lieberson Sings Peter Lieberson: Neruda Songs
  - Sarah Connolly - Sea Pictures
  - Renée Fleming - Homage: The Age of the Diva
  - Anna Jur'evna Netrebko - Russian Album
  - Rolando Villazón - Gitano: Zarzuela Arias
- 2009
  - Hila Plitmann (solista), John Corigliano, Tim Handley e Tom Lazarus (ingegneri), John Corigliano e Tim Handley (produttori) - Corigliano: Mr. Tambourine Man: Seven Poems of Bob Dylan
  - Cecilia Bartoli - Maria
  - Isabel Bayrakdarian - Gomidas Songs
  - Sanford Sylvan - Charles Fussell: Wilde
  - Anne Sofie von Otter - Terezín: Theresienstadt

#### Anni 2010
- 2010
  - Renée Fleming - Verismo
  - Anne Sofie von Otter - Bach

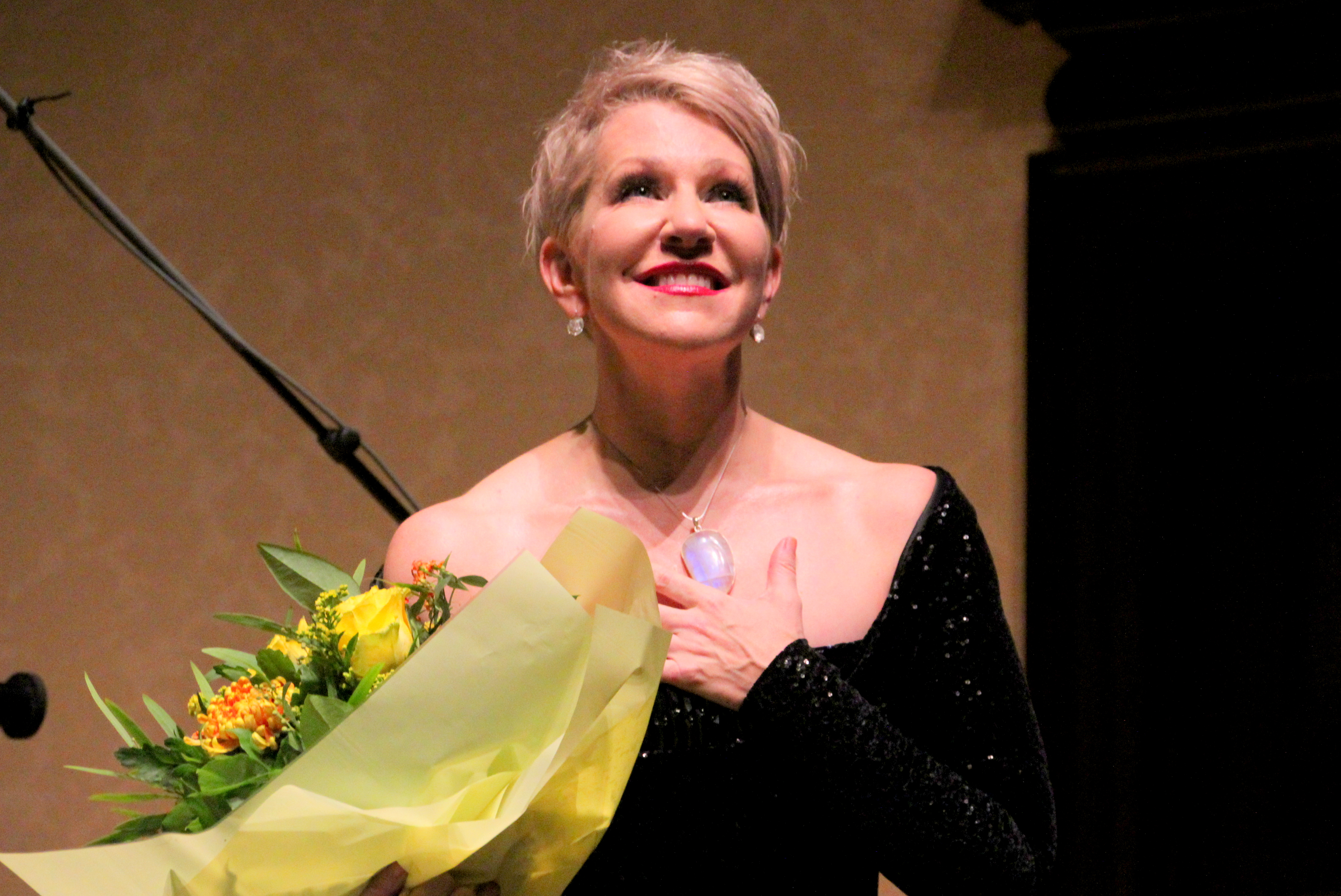
Joyce DiDonato, mezzosoprano statunitense, ha vinto 3 volte in questa categoria

  - Juan Diego Flórez - Bel Canto Spectacular
  - Lorraine Hunt Lieberson - Recital At Ravinia
  - Susan Graham - Un Frisson Français
- 2011[4]
  - Cecilia Bartoli - Sacrificium
  - Anne Sofie von Otter - Ombre de Mon Amant - French Baroque Arias
  - Lucia Duchonová - Turina: Canto A Sevilla
  - Vivica Genaux - Vivaldi: Opera Arias - Pyrotechnics
  - Measha Brueggergosman - Wagner: Wesendonck-Lieder
- 2012[5]
  - Joyce DiDonato - Diva Divo
  - Marianne Beate Kielland - Grieg/Thommesen: Veslemoy Synsk
  - Natalie Dessay - Handel: Cleopatra
  - Andreas Scholl - Purcell: O Solitude
  - Ian Bostridge - Three Baroque Tenors
- 2013[6]
  - Renée Fleming - Poèmes
  - Natalie Dessay - Debussy: Clair de Lune
  - Joyce DiDonato - Homecoming - Kansas City Symphony Presents Joyce DiDonato
  - Ute Lemper - Paris Days, Berlin Nights
  - Anne Sofie von Otter - Sogno Barocco
- 2014[4][7]
  - Dawn Upshaw - Winter Morning Walks
  - Joyce DiDonato - Drama Queens
  - Cecilia Bartoli - Mission
  - Christoph Prégardien - Schubert: Winterreise
  - Jonas Kaufmann - Wagner

### Miglior album vocale solista classico

#### Anni 2010
- 2015[8]
  - Douce France - Anne Sofie von Otter
  - Porpora: Arias - Philippe Jaroussky
  - Schubert: Die Schöne Müllerin - Florian Boesch
  - Stella di Napoli - Joyce DiDonato
  - Virtuoso Rossini Arias - Lawrence Brownlee
- 2016[4][9]
  - Joyce & Tony - Live From Wigmore Hall - Joyce DiDonato (solista), Antonio Pappano (accompagnatore)
  - Beethoven: An Die Ferne Geliebte; Haydn: English Songs; Mozart: Masonic Cantata - Mark Padmore (solista), Kristian Bezuidenhout (accompagnatore)
  - Nessun Dorma - The Puccini Album - Jonas Kaufmann (solista), Antonio Pappano (direttore)
  - Rouse: Seeing; Kabir Padavali - Talise Trevigne (solista), David Alan Miller (direttore)
  - St. Petersburg - Cecilia Bartoli (solista), Diego Fasolis (direttore)
- 2017
  - Schumann & Berg (ex aequo) - Dorothea Röschmann (solista), Mitsuko Uchida (accompagnatore)
  - Shakespeare Songs (ex aequo) - Ian Bostridge (solista), Antonio Pappano (accompagnatore)
  - Monteverdi - Magdalena Kožená (solista), Andrea Marcon (direttore)
  - Mozart: The Weber Sisters - Sabine Devielhe (solista), Raphaël Pichon (direttore)
  - Verismo - Anna Jur'evna Netrebko (solista), Antonio Pappano (direttore)
- 2018
  - Crazy Girl Crazy - Music by Gershwin, Berg & Berio - Barbara Hannigan
  - Bach & Telemann: Sacred Cantatas - Philippe Jaroussky (solista); Petra Müllejans (direttore)
  - Gods & Monsters - Nicholas Phan (solista); Myra Huang (accompagnatore)
  - In War & Peace - Harmony Through Music - Joyce DiDonato (solista); Maksim Emel'janyčev (direttore)
  - Sviridov: Russia Cast Adrift - Dmitrij Chvorostovskij (solista); Constantine Orbelian (direttore)
- 2019[10]
  - Songs of Orpheus - Monteverdi, Caccini, D'India & Landi - Karim Sulayman (solista); Apollo's Fire (complesso)
  - Arc - Anthony Roth Costanzo (solista); Jonathan Cohen (direttore)
  - The Händel Album - Philippe Jaroussky (solista); Artaserse (complesso)
  - Mirages - Sabine Devieilhe (solista); Francois-Xavier Roth (direttore)
  - Schubert: Winterreise - Randall Scarlata (solista); Gilbert Kalish (accompagnatore)

#### Anni 2020
- 2020[11]
  - Songplay - Joyce DiDonato (solista); Chuck Israels, Jimmy Madison, Charlie Porter e Craig Terry (accompagnatori)
  - The Edge of Silence - Works For Voice by György Kurtág - Susan Narucki (solista)
  - Himmelsmusik - Philippe Jaroussky e Céline Scheen (solisti); Christina Pluhar (direttore); l'Arpeggiata (complesso)
  - Schumann: Liederkreis op. 24, Kerner-Lieder op. 35 - Matthias Goerne (solista); Leif Ove Andsnes (accompagnatore)
  - A Te, O Cara - Stephen Costello (solista); Constantine Orbelian (direttore)
- 2021[4][12][13]
  - Smyth: The Prison - Sarah Brailey e Dashon Burton (solisti); James Blachly (direttore)
  - American Composers At Play - Stephen Powell (artistaa principale); William Bolcom, Ricky Ian Gordon, Lori Laitman, John Musto, Charles Neidich, Jason Vieaux e l'Attaca Quartet (accompagnatori)
  - Clairères - Songs by Lili & Nadia Boulanger - Nicholas Phan (solista); Myra Huang (accompagnatore)
  - A Lad's Love - Brian Giebler (solista); Steven McGhee (accompagnatore)
  - Farinelli - Cecilia Bartoli (solista); Giovanni Antonini (direttore)
- 2022[14]
  - Mythologies - Sangeeta Kaur e Hilla Plitmann (solisti); Danae Xanthe Vlasse (piano)
  - Confessions - Laura Strickling (solista); Joy Schreier (accompagnatore)
  - Dreams of a New Day - Songs by Black Composers - Will Liverman (solista); Paul Sánchez (accompagnatore)
  - Schubert: Winterreise - Joyce DiDonato (solista); Yannick Nézet-Séguin (accompagnatore)
  - Unexpected Shadows - Jamie Barton (solista); Jake Heggie (accompagnatore)
- 2023[15]
  - Voice of Nature - The Anthropocene - Renée Fleming (solista) e Yannick Nézet-Séguin (accompagnatore)
  - Eden - Joyce DiDonato (solista); Maksim Emel'janyčev (direttore)
  - How Do I Find You - Sasha Cooke (solista); Kirill Kuzmin (accompagnatore)
  - Okpebholo: Lord, How Come Me Here? - Will Liverman (solista); Paul Sánchez (accompagnatore)
  - Stranger - Works for Tenor by Nico Muhly - Nicholas Phan (solista); Eric Jacobsen (accompagnatore)
- 2024[16][17]
  - Walking in the Dark - Julia Bullock, solista; Christian Reif, direttore d'orchestra (Philharmonia Orchestra)
  - Because - Reginald Mobley, solista; Baptiste Trotignon, pianista
  - Broken Branches - Karim Sulayman, solista; Sean Shibe, accompagnatore
  - 40@40 - Laura Strickling, solista; Daniel Schlosberg, pianista
  - Rising - Lawrence Brownlee, solista; Kevin J. Miller, pianista

- 2025[18]
  - Beyond The Years - Unpublished Songs Of Florence Price – Karen Slack, solista; Michelle Cann, pianista
  - A Change Is Gonna Come - Nicholas Phan, solista; Palaver Strings, complesso
  - Newman: Bespoke Songs - Fotina Naumenko, solista; Marika Bournaki, pianista (Nadège Foofat; Julietta Curenton, Colin Davin, Mark Edwards, Nadia Pessoa, Timothy Roberts, Ryan Romine, Akemi Takayama, Karlyn Viña, Garrick Zoeter)
  - Show Me the Way - Will Liverman, solista; Jonathan King, pianista
  - Wagner: Wesendonck Lieder - Joyce DiDonato, solista; Maxim Emelyanychev, direttore d'orchestra (Il Pomo d’Oro)